# 풍운의 고아
풍운의 고아(Orphans Of The Storm)는 미국에서 제작된 D.W. 그리피스 감독의 1921년 영화이다. 릴리언 기시 등이 주연으로 출연하였고 D.W. 그리피스 등이 제작에 참여하였다.

## 출연

### 주연
- 릴리언 기시
- 도로시 기시

### 조연
- 조셉 쉴드크로트
- 모건 월리스
- 루실 라 베른
- 프랭크 푸글리아
- 크레이튼 헤일
- 몬트 블루
- 리 콜마
- 마르샤 해리스
- 루이스 울하임
- 제임스 스미스
- 로즈 스미스